# Dalstenshån
Dalstenshån är en sjö i Härjedalens kommun i Härjedalen och ingår i Ljusnans huvudavrinningsområde. Sjön har en area på 0,759 kvadratkilometer och ligger 813,2 meter över havet. Dalstenshån ligger i Rogen Natura 2000-område. Sjön avvattnas av vattendraget Mysklan (Övre Mysklan).

## Delavrinningsområde
Dalstenshån ingår i det delavrinningsområde (692774-131872) som SMHI kallar för Utloppet av Dalstenshån. Medelhöjden är 836 meter över havet och ytan är 4,58 kvadratkilometer. Räknas de 6 avrinningsområdena uppströms in blir den ackumulerade arean 58,54 kvadratkilometer. Mysklan (Övre Mysklan) som avvattnar avrinningsområdet har biflödesordning 2, vilket innebär att vattnet flödar genom totalt 2 vattendrag innan det når havet efter 413 kilometer. Avrinningsområdet består mestadels av skog (40 procent) och kalfjäll (35 procent). Avrinningsområdet har 0,96 kvadratkilometer vattenytor vilket ger det en sjöprocent på 20,9 procent.